# Gurbanguly Berdimuhamedow
Gurbanguly Mälikgulyýewiç Berdimuhammedow (ryska: Гурбангулы Мяликгулыевич Бердымухамедов: Gurbanguly Mjalikgulyjevitj Berdymuchamedov), född 29 juni 1957 i Babarap, är en turkmenisk tandläkare och politiker som var Turkmenistans president från den 14 februari 2007 fram till den 19 mars 2022; han var dessförinnan ställföreträdande president från den 21 december 2006. Han tjänstgjorde tidigare som vice premiärminister under den förre presidenten Saparmurat Nijazov.

## Tidigt liv och karriär
Berdimuhamedow föddes den 29 juni 1957 i byn Babarap i distriktet Gökdepe i provinsen Achal i dåvarande Turkmenska SSR i Sovjetunionen. Han examinerades från den odontologiska fakulteten vid det statliga medicinska institutet 1979 och började året därpå arbeta som tandläkare. Från 1990 till 1995 var han dekanus vid sagda odontologiska fakultet. År 1995 började han arbeta för hälsodepartementet. Två år senare blev han hälsominister och år 2001 utsågs han till vice ordförande i ministerrådet under Nijazov själv.

## Vägen till makten
Då Nijazov (som inte utsett någon arvinge) dött den 21 december 2006 utsågs Berdimuhamedow till chef för den kommission som skulle organisera Nijazovs statsbegravning, vilket omedelbart föranledde diskussioner om att han skulle bli landets nye ledare i det maktvakuum som lämnades efter Nijazov. Berdimuhamedow utsågs vidare till tillförordnad president av det statliga säkerhetsrådet. Rådet förklarade i sitt uttalande varför Övezgeldi Atajev, som såsom talman i församlingen enligt konstitutionen skulle blivit ställföreträdande president, inte blivit detta med att denne åtalats av den allmänne åklagaren för maktmissbruk och brott mot de mänskliga rättigheterna. Enligt turkmensk lag är Berdimuhamedow inte tillåten att kandidera till presidentposten i val. Detta till trots godkände folkförsamlingen den 26 december Berdimuhamedows kandidatur, och ändrade lagen så att det blev möjligt att inneha presidentposten vid fyrtio i stället för det tidigare erforderliga femtio års ålder, vilket möjliggjorde Berdimuhamedows presidentskap. Varför Berdimuhamedow blivit den som vunnit den interna maktkampen är oklart, men klart är att han hade den styrande elitens stöd: bland annat förklarade ordföranden i valkommissionen öppet sitt stöd för Berdimuhamedow.

## Presidentval och tid som president

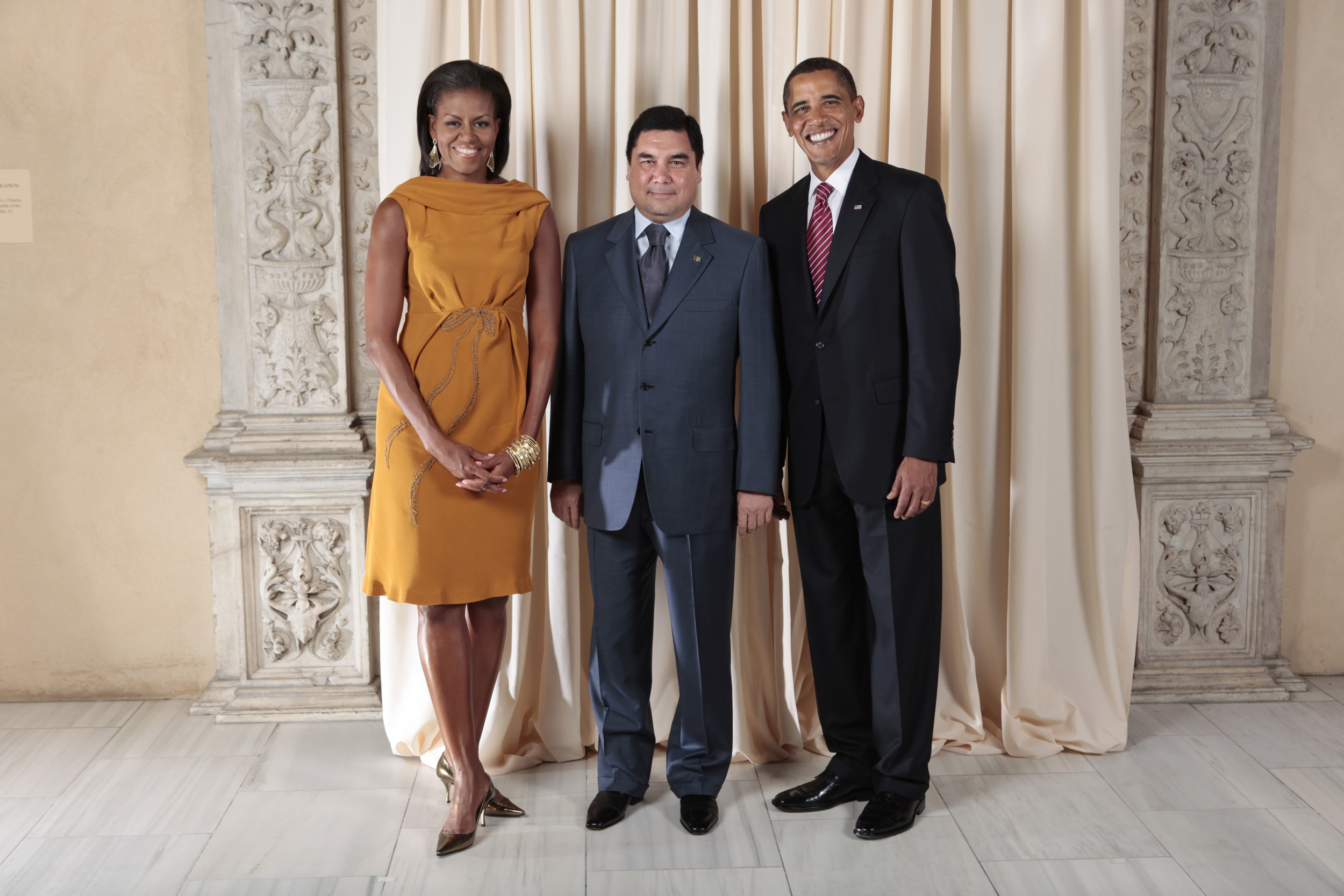
Berdimuhamedow tillsammans med Michelle och Barack Obama i New York 2009.

Presidentval hölls den 11 februari 2007. Utöver Berdimuhamedow deltog fem kandidater, samtliga från samma parti (Turkmenistans demokratiska parti). Valet har utdömts som oegentligt av internationella organisationer. Enligt officiella uppgifter låg valdeltagandet på 95 procent av de berättigade, medan oppositionen hävdar att det endast var 10–12 procent. Det officiella valresultatet, som offentliggjordes den 14 februari, gav Berdimuhamedow 89,23 procent av rösterna; han insvors som president omedelbart efteråt, i en ceremoni där bland andra Rysslands premiärminister Michail Fradkov och Gazproms verkställande direktör Aleksej Miller medverkade.
Den svaga oppositionen mot den sittande regimen har beskrivit Berdimuhamedow som viljesvag och utan större egentligt inflytande. Man hoppas dock att Berdimuhamedow skall kunna reformera och öppna upp landet. Han utlovade efter tillträdet reformer inom pensionssystemet och skolväsendet, samt att alla medborgare ska ha tillgång till internet år 2015.
Berdimuhamedow har hittills upphävt flera av Nijazovs beslut, såsom det att dra in pensionen för omkring 100 000 äldre och de omfattande neddragningarna inom utbildningen. Han har även förbättrat relationerna med omvärlden, med statsbesök från bland annat Irans president Mahmoud Ahmadinejad, och har slutit ett avtal med Ryssland om byggandet av en gasledning mellan de båda länderna via Kazakstan.
Vissa menar att Berdimuhamedow liksom sin föregångare blivit föremål för personkult i Turkmenistan. 
Den 25 maj 2015 invigdes en förgylld jättestaty av honom i Asjchabad.